# زاده‌شده برای مردن
زاده‌شده برای مردن (به انگلیسی: Born to Die) دومین آلبوم استودیویی خواننده و ترانه‌سرای آمریکایی لانا دل ری است. این آلبوم در ۲۷ ژانویه ۲۰۱۲ در آی‌تیونز و ۳۱ ژانویه ۲۰۱۲ توسط اینترسکوپ، پالیدور و استرینجر رکوردز منتشر شد. بعد از امضای قرارداد با استرینجر در ژوئن ۲۰۱۲، دل ری اولین تک‌آهنگش را با نام «بازی‌های ویدئویی» منتشر کرد که وی را به محبوبیت آنلاین سوق داد. «بازی‌های ویدئویی» همچنین در زاده‌شده برای مردن قرار گرفت. تک‌آهنگ‌های بعدی شامل «زاده شده برای مردن»، «جین آبی»، «سرود ملی» و «بهشت تاریک» بودند.
این آلبوم به‌طور کلی یک موفقیت تجاری بود. زاده‌شده برای مردن در صدر جداول یازده کشور از جمله استرالیا، فرانسه، آلمان و بریتانیا قرار گرفت. تا نوامبر سال ۲۰۱۲، آلبوم حدود ۳/۴ میلیون نسخه در جهان فروش کرد. آلبوم همچنین در لیست پرفروش‌ترین آلبوم‌های سال ۲۰۱۲ مقام سوم را در جدول آی‌تیونز بریتانیا کسب کرد.
دل ری یک تور جهانی را برای افزایش محبوبیت و فروش آلبومش در ۲۰۱۱ آغاز کرد. در نوامبر ۲۰۱۲، نسخه بهشت از زاده‌شده برای مردن را به همراه ۹ قطعه جدید منتشر کرد. «مخمل آبی»، ترانه محبوب دهه ۶۰ میلادی، توسط دل ری کاور شد و به عنوان تک‌آهنگ تبلیغاتی برای انتشار مجدد آلبوم پخش شد.

## نقدها
| بررسی جمعی       | بررسی جمعی  |
| منبع             | رتبه‌بندی    |
| ---------------- | ----------- |
| متاکریتیک        | (۶۱/۱۰۰)    |
| بررسی انتقادی    |             |
| منبع             | رتبه‌بندی    |
| آل‌میوزیک         | 2.5/5 ستاره |
| انترتینمنت ویکلی | C+          |
| گاردین           | 4/5 ستاره   |
| ایندیپندنت       | [ ۵ ]       |
| لس‌آنجلس تایمز    | گوناگون     |
| نیویورک تایمز    | منفی        |
| آبزرور           | 3/5 ستاره   |
| پیست مگزین       | ۶٫۴/۱۰      |
| پیچفورک مدیا     | ۵٫۵/۱۰      |
| رولینگ استون     | 2/5 ستاره   |
| اسلنت مگزین      | 4/5 ستاره   |

آلبوم نقدهای متفاوتی را از سوی منتقدین دریافت کرد. در پایگاه متاکریتیک، که به آلبوم‌ها بر اساس میانگین رتبه نقدهای منتقدین مختلف از ۱۰۰ امتیاز می‌دهد، آلبوم توانست رتبه میانگین ۶۱ را بر اساس ۳۸ نقد به دست آورد. این به‌طور کلی نشان می‌دهد بررسی‌ها مطلوب بوده است. جیمی گیل، منتقد بی‌بی‌سی موزیک گفت آلبوم «فوق‌العاده نیست». با این حال او گفت این آلبوم متمایزترین آلبوم شروع کار از زمان eponymous از گلاسوگاس در سال ۲۰۰۸ است.

## رتبه‌بندی در نشریات
| نشریه               | لیست رتبه‌بندی                              | سال  | رتبه |
| ------------------- | ------------------------------------------ | ---- | ---- |
| د هایپ مشین         | ده آلبوم برتر ۲۰۱۲                         | ۲۰۱۲ | #۲   |
| وبسایت اسپینر       | ۵۰ آلبوم برتر سال از نگاه اسپینر           | ۲۰۱۲ | #۴۵  |
| گیگ‌وایز             | ۵۰ آلبوم برتر سال از نگاه گیگ‌وایز          | ۲۰۱۲ | #۴۲  |
| ان‌ام‌ئی              | ۵۰ آلبوم برتر سال از نگاه ان‌ام‌ئی           | ۲۰۱۲ | #۴۵  |
| مجله بریتانیایی فکت | ۵۰ آلبوم برتر سال از نگاه مجله فکت         | ۲۰۱۲ | #۱۹  |
| مجله فلای           | ۵۰ آلبوم برتر سال از نگاه فلای             | ۲۰۱۲ | #۱۱  |
| گاردین              | بهترین آلبوم‌های سال از نگاه گاردین         | ۲۰۱۲ | #۱۷  |
| مجله آنکات          | ۷۵ آلبوم برتر سال از نگاه آنکات            | ۲۰۱۲ | #۵۱  |
| دراوند این ساوند    | ۵۰ آلبوم برتر سال از نگاه دراوند این ساوند | ۲۰۱۲ | #۴۰  |

## لیست قطعه‌ها
اسامی عوامل آلبوم از یادداشت‌های دفترچه آلبوم اقتباس شده‌اند.
| شماره      | نام                                      | نویسنده(ها)                 | تهیه‌کننده(ها)                                                | مدت   |
| ---------- | ---------------------------------------- | --------------------------- | ------------------------------------------------------------ | ----- |
| ۱.         | «زاده‌شده برای مردن»                      | لانا دل ری جاستین پارکر     | امیلی هینی پارکر (vocal)                                     | ۴:۴۶  |
| ۲.         | «تو راه مسابقات»                         | لانا دل ری تیم لارکمب       | پاتریک برگر هینی                                             | ۵:۰۰  |
| ۳.         | «جین‌های آبی»                             | لانا دل ری هینی دن هیث      | هینی                                                         | ۳:۳۰  |
| ۴.         | «بازی‌های رایانه‌ای»                       | لانا دل ری پارکر            | روبوپاپ                                                      | ۴:۴۲  |
| ۵.         | «از مشروب پرهیز کن»                      | لانا دل ری مایک دیلی        | هینی جف بسکر (co.) دیلی (vocal)                              | ۳:۴۳  |
| ۶.         | «سرود ملی»                               | لانا دل ری پارکر The Nexus  | هینی بسکر (add.) دیوید اسندون (vocal) جیمز باور-ماین (vocal) | ۳:۵۱  |
| ۷.         | «بهشت تاریک»                             | لانا دل ری ریک ناولز        | هینی ناولز (co.)                                             | ۴:۰۳  |
| ۸.         | «رادیو»                                  | لانا دل ری پارکر            | هینی پارکر (add.)                                            | ۳:۳۴  |
| ۹.         | «کارمن»                                  | لانا دل ری پارکر            | هینی بسکر (add.) پارکر (vocal)                               | ۴:۰۸  |
| ۱۰.        | «مرد میلیون دلاری»                       | لانا دل ری کریس بریدی       | هینی بریدی                                                   | ۳:۵۱  |
| ۱۱.        | «اندوه تابستانی»                         | لانا دل ری ناولز            | هینی ناولز (co.)                                             | ۴:۲۵  |
| ۱۲.        | «این همان چیزی است که با آن دختر می‌شویم» | لانا دل ری لارکمب جیم اروین | ال شاک هینی                                                  | ۳:۵۸  |
| مجموع مدت: | مجموع مدت:                               | مجموع مدت:                  | مجموع مدت:                                                   | ۴۹:۲۸ |

| قطعه‌های اضافه نسخه ویژه | قطعه‌های اضافه نسخه ویژه | قطعه‌های اضافه نسخه ویژه          | قطعه‌های اضافه نسخه ویژه | قطعه‌های اضافه نسخه ویژه |
| شماره                   | نام                     | نویسنده(ها)                      | تهیه‌کننده(ها)           | مدت                     |
| ----------------------- | ----------------------- | -------------------------------- | ----------------------- | ----------------------- |
| ۱۳.                     | «بدون تو»               | لانا دل ری ساچا اسکاربک          | هینی                    | ۳:۴۹                    |
| ۱۴.                     | «لولیتا»                | لانا دل ری لیام هاو هنا رابینسون | هینی هاو (co.)          | ۳:۴۰                    |
| ۱۵.                     | «خوش شانس‌ها»            | لانا دل ری ناولز                 | هینی ناولز (co.)        | ۳:۴۵                    |
| مجموع مدت:              | مجموع مدت:              | مجموع مدت:                       | مجموع مدت:              | ۶۰:۴۰                   |

| قطعه‌های اختصاصی نسخه فروشگاه تارگت | قطعه‌های اختصاصی نسخه فروشگاه تارگت | قطعه‌های اختصاصی نسخه فروشگاه تارگت | قطعه‌های اختصاصی نسخه فروشگاه تارگت | قطعه‌های اختصاصی نسخه فروشگاه تارگت |
| شماره                              | نام                                | نویسنده(ها)                        | تهیه‌کننده(ها)                      | مدت                                |
| ---------------------------------- | ---------------------------------- | ---------------------------------- | ---------------------------------- | ---------------------------------- |
| ۱۳.                                | «بدون تو»                          | لانا دل ری اسکاربک                 | هینی                               | ۳:۴۹                               |
| ۱۴.                                | «لولیتا»                           | لانا دل ری هاو رابینسون            | هینی هاو (co.)                     | ۳:۴۰                               |
| مجموع مدت:                         | مجموع مدت:                         | مجموع مدت:                         | مجموع مدت:                         | ۵۶:۵۱                              |

| قطعه‌های نسخه دیجیتال فرانسوی | قطعه‌های نسخه دیجیتال فرانسوی           | قطعه‌های نسخه دیجیتال فرانسوی |
| شماره                        | نام                                    | مدت                          |
| ---------------------------- | -------------------------------------- | ---------------------------- |
| ۱۶.                          | «بازی‌های رایانه‌ای» (وایت لایز سی-میکس) | ۷:۳۲                         |
| مجموع مدت:                   | مجموع مدت:                             | ۶۷:۵۲                        |

| قطعه‌های ویژه فروشگاه آی‌تیونز آمریکای شمالی | قطعه‌های ویژه فروشگاه آی‌تیونز آمریکای شمالی | قطعه‌های ویژه فروشگاه آی‌تیونز آمریکای شمالی |
| شماره                                      | نام                                        | مدت                                        |
| ------------------------------------------ | ------------------------------------------ | ------------------------------------------ |
| ۱۶.                                        | «بازی‌های رایانه‌ای» (ریمیکس جوی اوربیسون)   | ۴:۵۹                                       |
| مجموع مدت:                                 | مجموع مدت:                                 | ۶۵:۳۸                                      |

| محتویات ویژه فروشگاه آی‌تیونز آلمان | محتویات ویژه فروشگاه آی‌تیونز آلمان | محتویات ویژه فروشگاه آی‌تیونز آلمان | محتویات ویژه فروشگاه آی‌تیونز آلمان |
| شماره                              | نام                                | کارگردان(ها)                       | مدت                                |
| ---------------------------------- | ---------------------------------- | ---------------------------------- | ---------------------------------- |
| ۱۶.                                | «زایشی برای مرگ» (نماهنگ)          | یوان لوموین                        | ۴:۴۵                               |
| ۱۷.                                | «بازی‌های رایانه‌ای» (ویرایش اجرایی) |                                    | nil                                |

## عوامل ساخت آلبوم
- عوامل ساخت از Barnes & Noble اقتباس شده‌اند.[۱۸]

اجرا
- لانا دل ری – هنرمند اصلی، خواننده، آهنگساز، ترانه‌سرا

فنی
| - کریس بریدی – آهنگساز، تهیه‌کننده ضبط - ریک ناولز – آهنگساز - مایک دیلی – آهنگساز - جان دیویس – مسترینگ - جاستین پارکر – آهنگساز | - امیلی هینی – آهنگساز، تهیه‌کننده ضبط - تیم لارکمب – آهنگساز - جیم اروین – آهنگساز - لانا دل ری – آهنگساز - دن هیث – آهنگساز |

## رتبه‌بندی‌ها
| جدول (۲۰۱۲ و ۲۰۱۳)                    | رتبه |
| ------------------------------------- | ---- |
| جدول آلبوم‌های استرالیا                | ۱    |
| جدول آلبوم‌های اتریش                   | ۱    |
| جدول آلبوم‌های بلژیک (Flanders)        | ۲    |
| جدول آلبوم‌های بلژیک (Wallonia)        | ۱    |
| جدول آلبوم‌های کانادا                  | ۳    |
| جدول آلبوم‌های بین‌المللی کرواتی        | ۳    |
| جدول آلبوم‌های قزاقستان                | ۵    |
| جدول آلبوم‌های دانمارک                 | ۳    |
| جدول آلبوم‌های هلند                    | ۲    |
| جدول آلبوم‌های فنلاند                  | ۵    |
| جدول آلبوم‌های فرانسه                  | ۱    |
| جدول آلبوم‌های آلمان                   | ۱    |
| جدول آلبوم‌های یونان                   | ۱    |
| جدول آلبوم‌های مجارستان                | ۲۰   |
| جدول آلبوم‌های ایرلند                  | ۱    |
| جدول آلبوم‌های ایتالیا                 | ۵    |
| جدول آلبوم‌های ژاپن                    | ۳۵   |
| جدول آلبوم‌های نیوزلند                 | ۲    |
| جدول آلبوم‌های مکزیک                   | ۲۱   |
| جدول آلبوم‌های نروژ                    | ۱    |
| جدول آلبوم‌های لهستان                  | ۲    |
| جدول آلبوم‌های پرتغال                  | ۲    |
| جدول آلبوم‌های روسیه                   | ۴    |
| جدول آلبوم‌های اسکاتلند                | ۱    |
| جدول آلبوم‌های اسلوونی                 | ۲    |
| جدول آلبوم‌های اسپانیا                 | ۷    |
| جدول آلبوم‌های سوئد                    | ۲    |
| جدول آلبوم‌های سوییس                   | ۱    |
| جدول آلبوم‌های بریتانیا                | ۱    |
| جدول بیلبورد ۲۰۰ آمریکا               | ۲    |
| جدول آلبوم‌های راک آمریکا              | ۱    |
| جدول بیلبورد آلبوم‌های آلترنتیو آمریکا | ۱    |

| جدول (۲۰۱۲)                                     | رتبه |
| ----------------------------------------------- | ---- |
| جدول آلبوم‌های موسیقی استرالیا                   | ۱۴   |
| جدول آلبوم‌های موسیقی اتریش                      | ۶    |
| جدول آلبوم‌های موسیقی بلژیک (Flanders)           | ۲    |
| جدول آلبوم‌های موسیقی بلژیک (Wallonia)           | ۸    |
| جدول آلبوم‌های موسیقی نیمه-قیمت بلژیک (Flanders) | ۱۴   |
| جدول آلبوم‌های موسیقی هلند                       | ۳۳   |
| جدول آلبوم‌های موسیقی فرانسه                     | ۷    |
| جدول آلبوم‌های موسیقی آلمان                      | ۴    |
| جدول آلبوم‌های موسیقی مجارستان                   | ۷۲   |
| جدول آلبوم‌های موسیقی ایتالیا                    | ۳۷   |
| جدول آلبوم‌های موسیقی نیوزلند                    | ۶    |
| جدول آلبوم‌های موسیقی لهستان                     | ۳    |
| جدول آلبوم‌های موسیقی روسیه                      | ۵    |
| جدول آلبوم‌های موسیقی اسپانیا                    | ۲۹   |
| جدول آلبوم‌های موسیقی سویس                       | ۲    |
| جدول آلبوم‌های موسیقی بریتانیا                   | ۴    |
| جدول آلبوم‌های موسیقی آمریکا (بیلبورد ۲۰۰)       | ۷۰   |
| جدول آلبوم‌های موسیقی آمریکا (بیلبورد)           | ۱۴   |
| جدول آلبوم‌های موسیقی راک آمریکا (بیلبورد)       | ۲۱   |

## گواهی‌نامه‌ها
| منطقه                                                              | گواهی     | واحد گواهی‌شده/فروش |
| ------------------------------------------------------------------ | --------- | ------------------ |
| استرالیا (آی‌اف‌پی‌آی استرالیا)                                       | پلاتین    | ۷۰٬۰۰۰^            |
| انریش                                                              | پلاتین    | ۲۰٬۰۰۰             |
| بلژیک (بی‌ئی‌ای)                                                     | پلاتین    | ۳۰٬۰۰۰*            |
| برزیل (پرو موزیکا برزیل)                                           | طلا       | ۲۰٬۰۰۰*            |
| کانادا (میوزیک کانادا)                                             | پلاتین    | ۸۰٬۰۰۰^            |
| دانمارک (آی‌اف‌پی‌آی)                                                 | پلاتین    | ۲۰٬۰۰۰^            |
| فرانسه (اس‌ان‌ئی‌پی)                                                  | ۴× پلاتین | ۳۶۵٬۰۰۰*           |
| آلمان (بی‌وی‌ام‌آی)                                                   | ۵× طلا    | ۵۰۰٬۰۰۰^           |
| مجارستان (مجارستان)                                                | طلا       | ۳٬۰۰۰^             |
| ایرلند (آی‌آر‌ام‌ای)                                                  | ۲× پلاتین | ۳۰٬۰۰۰^            |
| ایتالیا (اف‌آی‌ام‌آی)                                                 | طلا       | ۳۰٬۰۰۰*            |
| نیوزیلند (آرآی‌ای‌ان‌زد)                                              | پلاتین    | ۱۵٬۰۰۰^            |
| لهستان (زدپی‌ای‌وی)                                                  | الماس     | ۱۰۰٬۰۰۰*           |
| پرتغال (انجمن صنفی گرامافون)                                       | پلاتین    | ۲۰٬۰۰۰^            |
| روسیه (ان‌اف‌پی‌اف)                                                   | پلاتین    | ۱۰٬۰۰۰*            |
| اسپنایا                                                            | پلاتین    | ۴۰٬۰۰۰             |
| سوئیس (آی‌اف‌پی‌آی سوئیس)                                             | ۲× پلاتین | ۶۰٬۰۰۰^            |
| بریتانیا (بی‌پی‌آی)                                                  | ۳× پلاتین | ۹۰۰٬۰۰۰^           |
| ایالات متحده (آرآی‌ای‌ای)                                            | طلا       | ۵۰۰٬۰۰۰^           |
| خلاصه‌ها                                                            |           |                    |
| اروپا (آی‌اف‌پی‌آی)                                                   | پلاتین    | ۱٬۰۰۰٬۰۰۰*         |
| * رقم فروش تنها بر پایهٔ گواهی‌ها. ^ رقم توزیع تنها بر پایهٔ گواهی‌ها. |           |                    |